# Suleiman Bilali
Suleiman Wanjau Bilali (5 de junio de 1976), es un boxeador keniano de categoría ligero-peso mosca. Ha representado a su país en numerosas ocasiones en competencias internacionales.

## Biografía
Participó en los Juegos Olímpicos de Sídney 2000, donde fue derrotado por 10:11 por el entonces subcampeón español Rafael Lozano en los cuartos de final. En los Juegos de la Mancomunidad de 2002 en Manchester perdió por detención de la pelea contra el hindú Ali Qamar. Ganó los juegos de África en 2003 pero no participó en los Juegos Olímpicos de Atenas 2004 ni en los Juegos de la Mancomunidad de 2006.
Triunfó nuevamente en los juegos de África en 2007 contra Shimanga Shiba y Manyo Plange clalificándose para los Juegos Olímpicos, pero perdió la competencia 3:9 contra el dominicano Winston Méndez Montero. Perdió en la primera ronda durante los Juegos Olímpicos de Beijing 2008. Desde entonces se movió al boxeo profesional.
- Datos: Q366230